# Aurel Eisenkolb
Aurel Eisenkolb (* 1849 in Lowrin, Kaisertum Österreich; † 1918 in Lippa, Königreich Rumänien) war ein rumäniendeutscher Komponist.

## Leben
Der Sohn des Komponisten Josef Eisenkolb studierte nach dem Besuch der Realschule von 1863 bis 1866 das Lehrerbildungsinstitut in Werschetz und setzte seine Ausbildung in Szeged und Budapest fort. Er wirkte als Lehrer in Orzydorf (1867–70), Tschanad (1870–75) und Lippa. Neben kirchenmusikalischen Werken, darunter einem Tantum ergo für Chor, Bass, Tenor und Orgel, einem Tantum ergo für gemischten Chor und der Messe Herr, vor dem sich Welten neigen für Männerchor und Orgel komponierte Eisenkolb unter anderem den Aurelien-Walzer für Klavier.